# Liste der Wiener Parks und Gartenanlagen/Neubau
Diese Liste umfasst jene Parks und Gartenanlagen, die sich im 7. Wiener Gemeindebezirk Neubau befinden und einen Namen tragen:
| Name                    | Bild | Standort                                 | Jahr der Errichtung          | Benannt nach                                                       | Fläche in m² | Bauten | Kunstobjekte | Naturdenkmäler | Anmerkungen                  |
| ----------------------- | ---- | ---------------------------------------- | ---------------------------- | ------------------------------------------------------------------ | ------------ | ------ | --- | -------------- | ---------------------------- |
| Andreaspark             |      | Andreasgasse Koordinaten                 | 1994                         | Andreas Ditscheiner (1753–1808), Grundbesitzer und Seidenfabrikant | 2.500        |        | |                |                              |
| Dorothea-Neff-Park      |      | Ecke Bandgasse / Seidengasse Koordinaten | 2007 (Benennung)             | Dorothea Neff                                                      | 900          |        | |                |                              |
| Emil-Maurer-Park        |      | Emil-Maurer-Platz Koordinaten            | 2013 (Benennung des Platzes) | Emil Maurer (1884–1967), Rechtsanwalt und Bezirksvorsteher         | 8.000        |        | Hesser-Denkmal (für ein Infanterieregiment der Napoleonischen Kriege, Tuch, 1909)                                                                                      |                | Denkmal unter Schutz         |
| Gutenbergpark           |      | Gutenberggasse Koordinaten               | 1992 (Benennung)             | Johannes Gutenberg                                                 | 350          |        | |                |                              |
| Josef-Strauss-Park      |      | Kaiserstraße Koordinaten                 |                              | Josef Strauss                                                      | 7.800        |        | |                |                              |
| Karl-Farkas-Park        |      | Burggasse Koordinaten                    |                              | Karl Farkas                                                        | 1.700        |        | |                |                              |
| Marianne-Fritz-Park     |      | Lindengasse Koordinaten                  | 2013 (Benennung)             | Marianne Fritz                                                     | 250          |        | |                |                              |
| Mizzi-Langer-Kauba-Park |      | Urban-Loritz-Platz Koordinaten           | 1901 Benennung 2023          | Mizzi Langer-Kauba                                                 | 3.200        |        | Denkmal für Urban Loritz (1901) |                | Denkmal unter Schutz         |
| Ohrfandlpark            |      | Europaplatz Koordinaten                  | 1937 (Benennung)             | Heinrich Ohrfandl (1860–1932), Bezirksvorsteher                    | 1.500        |        | |                |                              |
| Siebensternpark         |      | Siebensterngasse Koordinaten             |                              | der Siebensterngasse, diese wiederum nach einem Hauszeichen        | 1.200        |        | |                |                              |
| Vally-Wieselthier-Park  |      | Stiftgasse Koordinaten                   | 2021                         | Vally Wieselthier                                                  | ca. 500      |        | |                |                              |
| Weghuberpark            |      | Museumstraße Koordinaten                 | 1865                         | Albert Weghuber, Kaffeesieder                                      | 10.800       |        | Denkmäler für Ferdinand Raimund (Vogl, 1898), Anton Wildgans (Welz, 1982), György Bessenyei (Fekete, 1997), Gedenkstein für die Hilfe der Wiener an Ungarn 1956 (2007) |                | Raimund-Denkmal unter Schutz |